# Wisconsin Death Trip
Wisconsin Death Trip je debitantski studijski album američkog metal sastava Static-X objavljen 23. ožujka 1999.
To je ujedno i njihov najuspješniji album koji je s prodanih više od milijun primjeraka u SAD-u nagrađen platinastom nakladom. Uz Static-X, album je producirao i Ulrich Wild. Singlovi objavljeni s albuma su "Push It", "I'm with Stupid" i "Bled for Days", a pjesmu "December" su napisali pjevač Wayne Static i bubnjar Ken Jay, dok su bili članovi sastava Deep Blue Dream.

## Popis pjesama
1. "Push It" – 2:34
2. "I'm with Stupid" – 3:24
3. "Bled for Days" – 3:45
4. "Love Dump" – 4:19
5. "I Am" – 2:47
6. "Otsegolation" – 3:32
7. "Stem" – 2:54
8. "Sweat of the Bud" – 3:30
9. "Fix" – 2:49
10. "Wisconsin Death Trip" – 3:09
11. "The Trance Is the Motion" – 4:50
12. "December" – 6:17

### Bonus pjesma
1. "Down" (japanska bonus pjesma) – 3:15

## Top liste

### Album
| Godina | Top lista       | Pozicija |
| ------ | --------------- | -------- |
| 1999.  | Top Heatseekers | 1        |
| 1999.  | Billboard 200   | 107      |

### Singlovi
| Godina | Singl             | Top lista               | Pozicija |
| ------ | ----------------- | ----------------------- | -------- |
| 1999.  | "Push It"         | Mainstream Rock Tracks  | 20       |
| 1999.  | "Push It"         | Modern Rock Tracks      | 36       |
| 1999.  | "Bled for Days"   | Mainstream Rock Tracks  | 36       |
| 2000.  | "I'm with Stupid" | Mainstream Rock Tracks  | 38       |
| 2000.  | "Push It"         | Hot Dance Singles Sales | 5        |

## Produkcija
- Static-X
  - Wayne Static – vokal, gitara, klavijature
  - Koichi Fukuda – gitara, klavijature
  - Tony Campos – bas-gitara, prateći vokal
  - Ken Jay – bubnjevi
- Ulrich Wild – producent